# Pásovec štětinatý
Pásovec štětinatý (Chaetophractus villosus) je druh velkého pásovce z čeledi pláštníkovití, který se vyskytuje v jižních oblastech Jižní Ameriky. Jedná se o jednoho z nejběžnějších pásovců v Argentině. Je přizpůsobivý různým biotopovým stanovištím, od pamp a savan přes lesy až po zemědělskou krajinu. V Ohňové zemi se od 80. let 20. století dokonce šíří jako invazivní druh. Chovají ho mnohé evropské zoologické zahrady.

## Systematika
Za formální autoritu druhu se považuje francouzský přírodovědec Anselme Gaëtan Desmarest, který druh popsal v roce 1804.
Druh se tradičně řadí do nepočetného rodu Chaetophractus, který společně s dalšími rody Euphractus a Zaedyus utváří podčeleď Euphractinae a rámci čeledi pláštníkovití (Chlamyphoridae). Vztahy mezi těmito rody je výjimečně obtížné rozklíčovat a podle genetické studie z roku 2015 se zdá, že je rod parafyletický. Pásovec štětinatý je monotypický druh. Druhové jméno vilosus pochází z latiny, ve které znamená „štětinatý“ či „chlupatý“.

## Popis

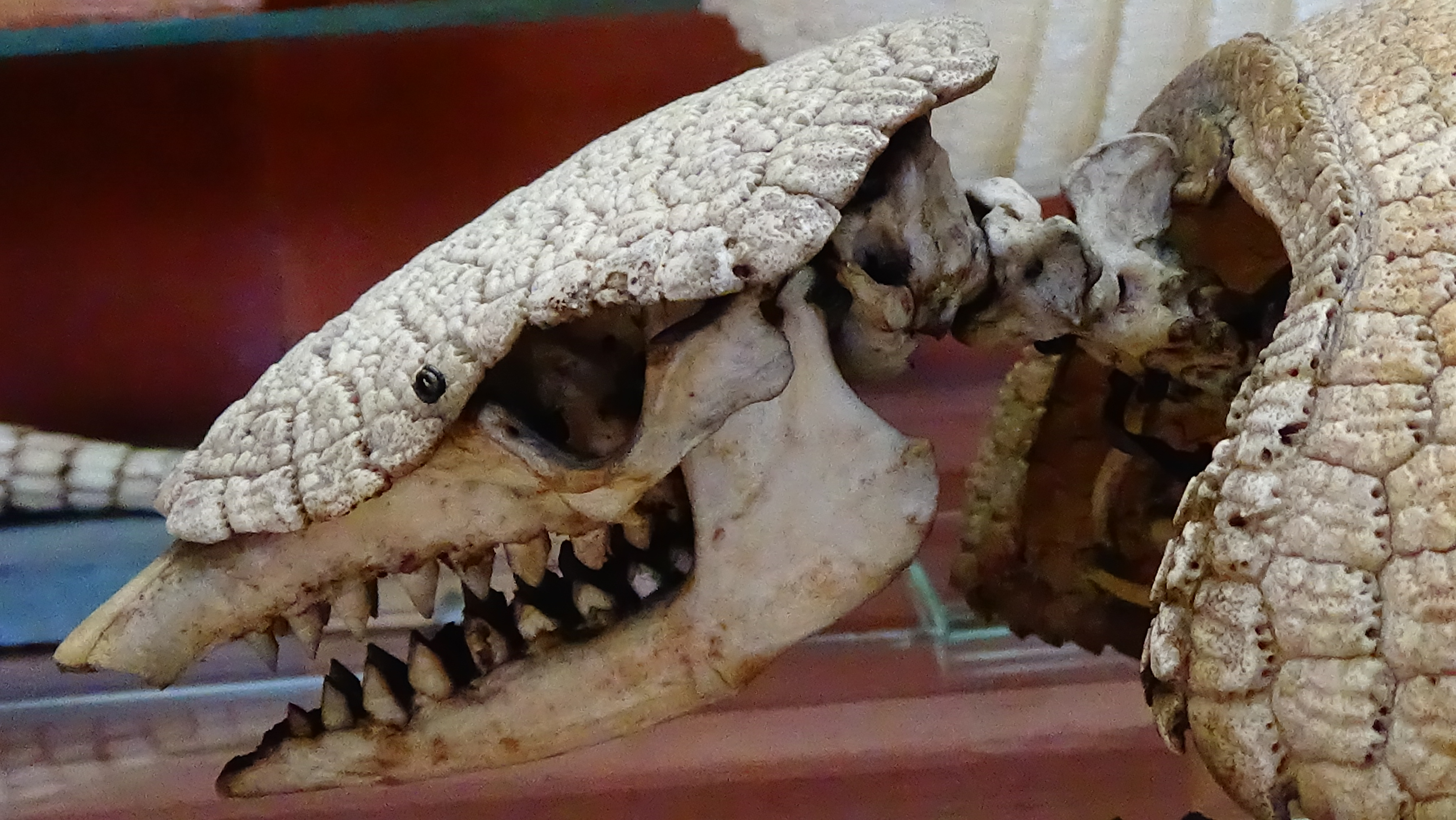
Lebka s hlavovým štítem

Pásovec štětinatý dorůstá délky mezi 26–40 cm, hmotnost se pohybuje v rozmezí 2–5 kg. Hřbet pokrývá kostnatý krunýř, který se skládá z hlavového štítu, pohyblivého šíjového štítu, 6–9 (nejčastěji 7–8) hřbetních pásů, křížového štítu a ocasního štítu. Na křížovém štítu jsou často pouhým okem viditelné 1–4 otvory, kde ústí pachové žlázy. Pásovec štětinatý se vzhledově podobá příbuznému pásovci štíhlém (Chaetophractus vellerosus), od kterého se liší mj. nápadnějším tvarem hlavového štítu, tenčími a delšími štětinami na přední a boční straně těla, pohyblivým předním páskem ramenního štítu (u pásovce štíhlého pohyblivý není) i tmavými chlupy na hřbetu (žlutohnědé u pásovce štíhlého).

## Výskyt

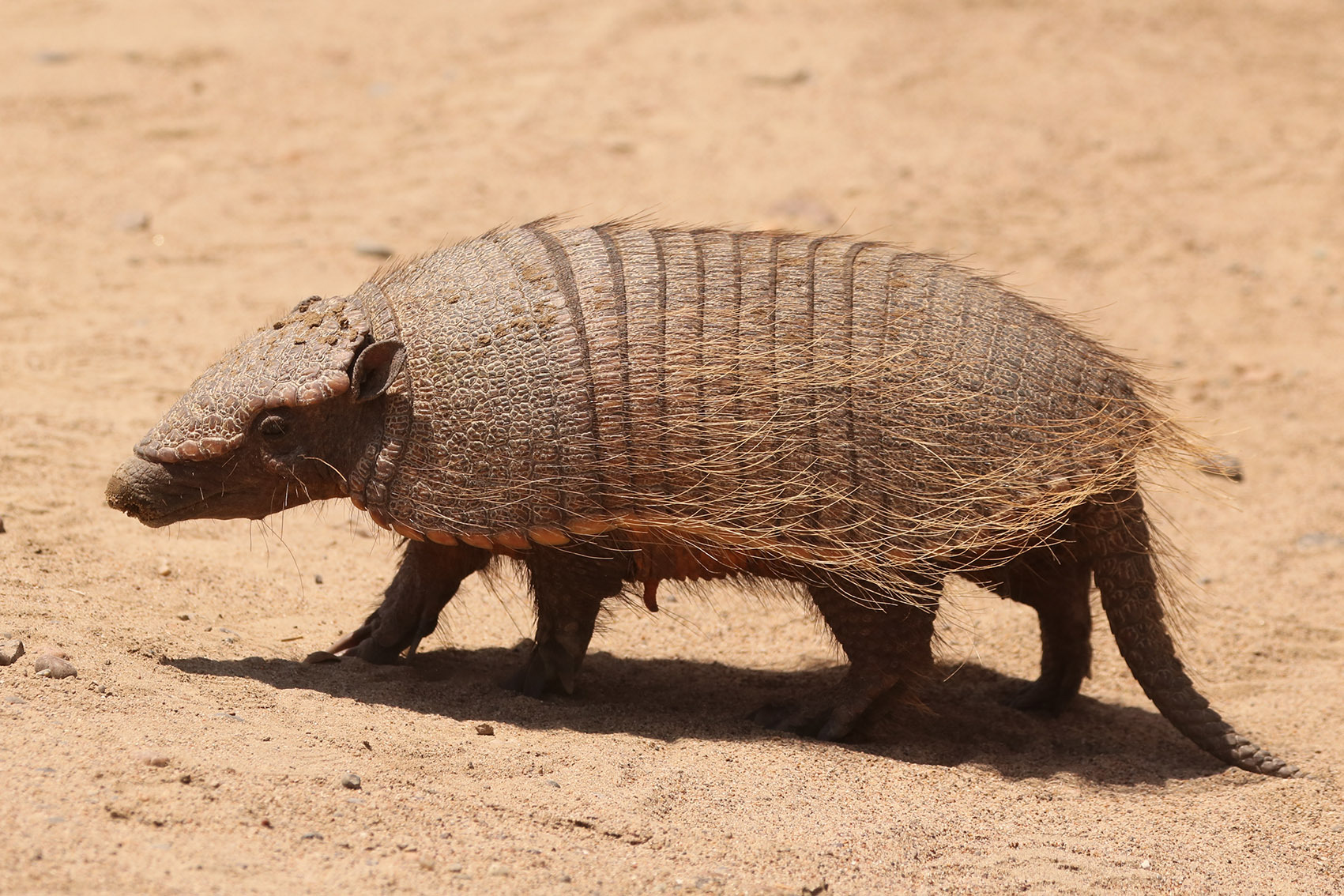
Pásovec štětinatý

Areál výskytu pokrývá hlavně Argentinu, kde se jedná o jednoho z nejběžnějších pásovců. Rozšíření druhu zasahuje i do geografického regionu Gran Chaco v Paraguayi a jižní Bolívii, a také do jižního Chile. Někdy v 80. letech 20. století byl pásovec štětinatý introdukován do argentinské části Ohňové země. 8 jedinců bylo tehdy vypuštěno severně od Río Grande pro estetické účely. Netrvalo dlouhou a pásovci se začali šířit i na chilskou část tohoto souostroví. Pásovcovi se v Ohňové zemi daří a jeho rozšíření tam každoročně expanduje. Expanzi do Uruguaye patrně bránila přirozená geografická bariéra v podobě řeky La Plata.

## Ekologie a chování

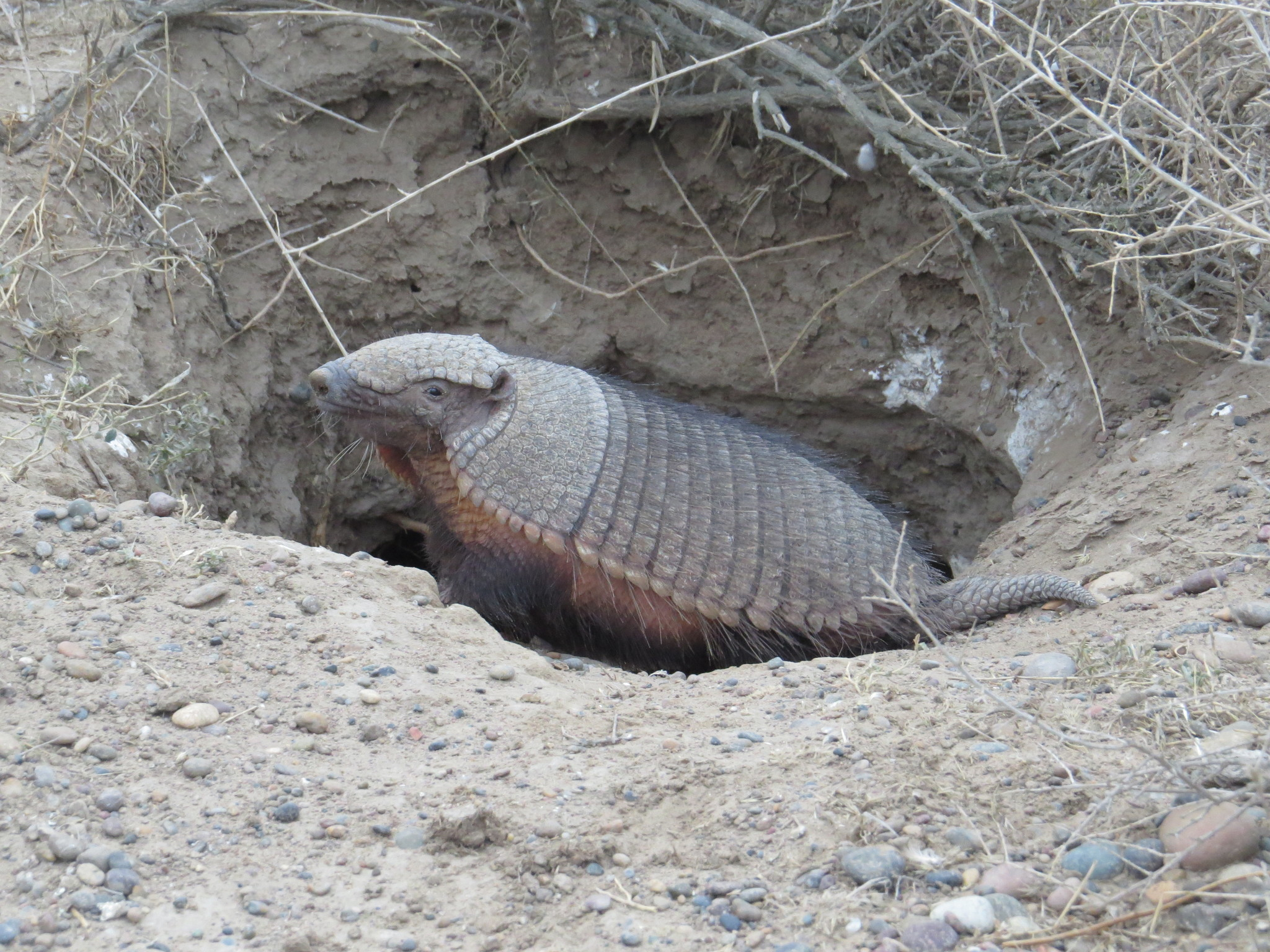
Pásovec štětinatý v noře

Pásovec štětinatý obývá různé habitaty, jako jsou suché travinaté oblasti (savany, pampy) i lesní celky. Na rozdíl od řady jiných druhů pásovců se pásovci štětinatému daří v lidmi modifikované krajině, jako jsou zemědělské oblasti a dokonce i lidská sídliště a skládky odpadu. Vyskytuje se od hladiny moře do 1500 m n. m. Hřaduje a vrhá v norách, které si sám hloubí. Délka nor může sahat až k 5 metrům, jejich hloubka bývá do 1 metru. Typická nora se skládá ze vstupní části směřující strmě dolů, po které následuje horizontální delší část. Otvor nory směřuje ve směru převládajících větrů.

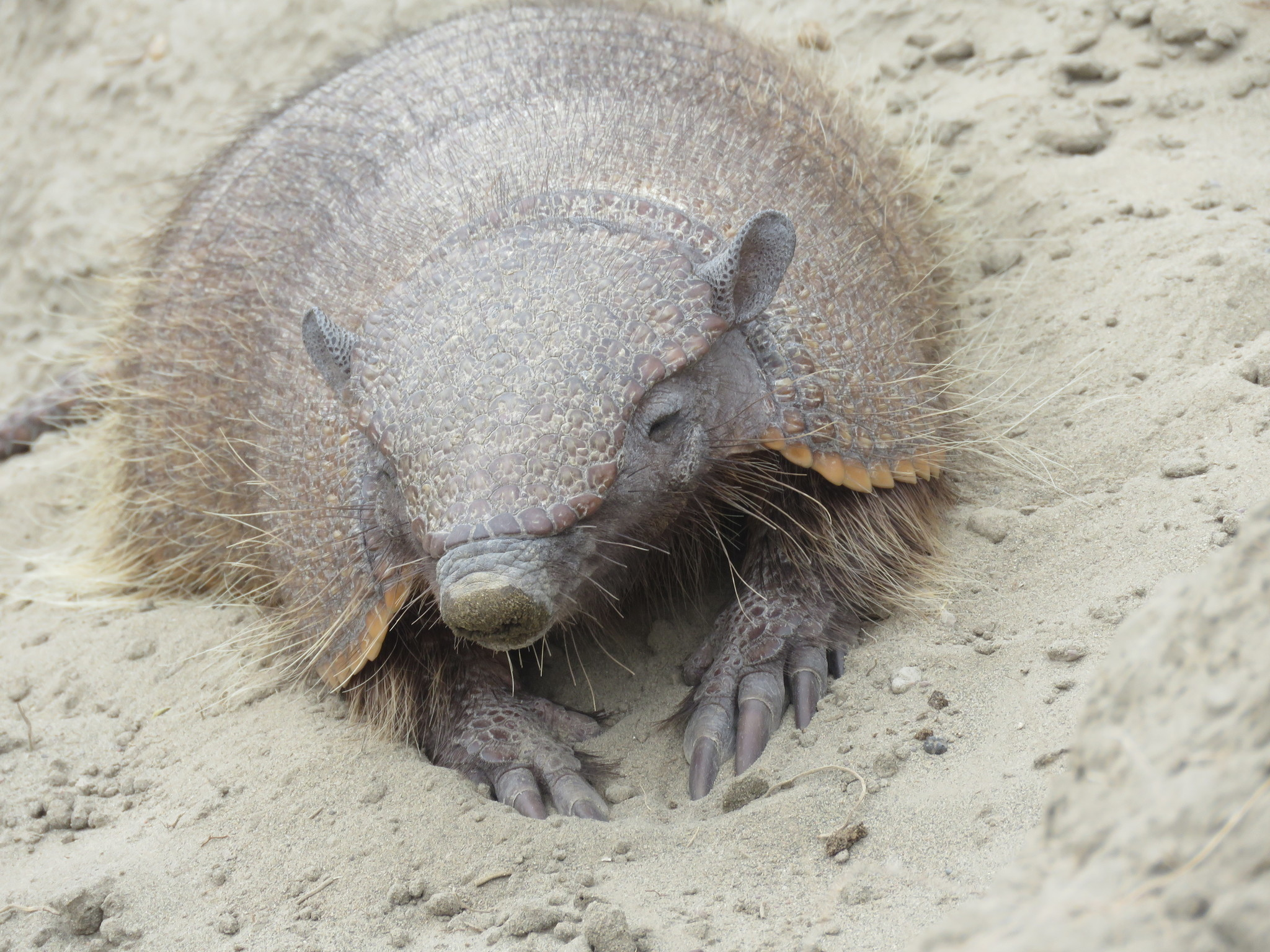
Detail hlavy

V případě vyrušení se snaží nejdříve rychle utéct. Pokud je dohnán, zkouší odběhnout do nejbližší nory. Pokud není nora k dispozici, pokouší se narychlo zahrabat. Poslední obranou pásovce před predátorem je stažení končetin k tělu, takže okraje krunýře se dotýkají země a ven nevyčnívá žádná měkká tělní část. Pokud je pásovec štětinatý naháněn v noře, napřímí tělo a roztáhne nohy, takže se okraji krunýře zapře do stěn nory a je velmi obtížné ho vytáhnout. Živí se všežravě. Požírá hmyz včetně larev, rostlinný materiál a občas i obratlovce (plazy, obojživelníky, ptáky a jejich vejce) včetně mršin. Pásovec štětinatý byl pozorován při zabíjení živých slepic i údajně i hada. Studie z roku 2023 ukázala, že pásovec štětinatý je v Argentině významným predátorem tučňáků magellanských (Spheniscus magellanicus).
Samice rodí 1–2 mláďata v noře, kterou si k tomu účelu sama vyhrabe. Mláďata se rodí slepá, oči začnou otvírat kolem věku 16–30 dní. Kolem věku 12 dní začínají chodit kolem mateřské nory. Doba gestace se pohybuje kolem 60–75 dny. Rozmnožovací cyklus je patrně sezónní, doba páření připadá pravděpodobně na konec zimy a jaro.

## Vztah k lidem

### Ohrožení

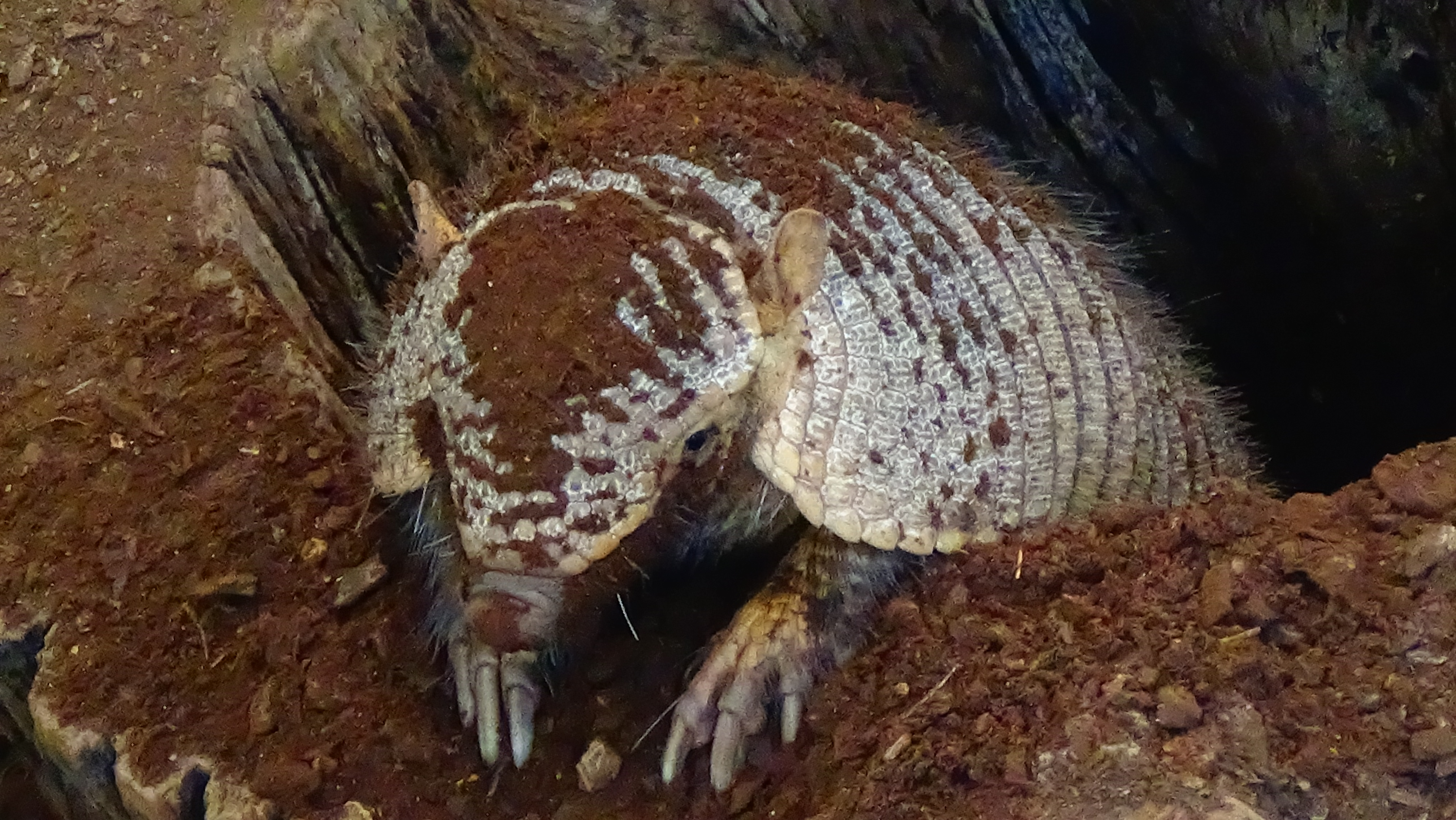
Pásovec štětinatý v pařížském zvěřinci Ménagerie du Jardin des plantes

Mezinárodní svaz ochrany přírody (IUCN) ve své zprávě o vyhodnocení populace pásovce štětinatého z roku 2013 považoval druh za málo dotčený. Druh má patrně stabilní populaci, nicméně v částech svého areálu rozšíření je loven na maso a pro jeho krunýř, ze kterého se vyrábí strunný hudební nástroj charango. V některých oblastech je dokonce love in pro sport. Ohrožují jej i kolize s auty. V zemědělské krajině je pronásledován jako škodná. Místním farmářům totiž vadí, že pásovec neustále tvoří nové nory, ve kterých si mohou zlomit nohu koně nebo dobytek.

### Chov
Pásovec štětinatý je chován ve více než sedmi desítkách evropských zoo.
 V Česku jej na konci roku 2017 chovaly tři zoologické zahrady sdružené v Unii českých a slovenských zoologických zahrad. Jednalo se o Zoo Brno, Zoo Olomouc a Zoo Plzeň. Český prvoodchov se podařil v Zoo Praha, v roce 2005 se narodilo mládě i v Plzni. Na Slovensku je druh chován v Zoo Bratislava, Zoo Košice a od roku 2020 v Zoo Bojnice.